# Hit parade
L'hit parade è la classifica musicale degli album discografici, dei singoli, dei film o dei libri più venduti, in un territorio e in un periodo di tempo definiti.

## Storia

### Stati Uniti
Il termine è inglese ed è stato coniato negli anni trenta ed adottato per molto tempo da un famoso programma radiofonico americano.
Verso la fine del 1940, il termine intendeva una lista di canzoni, non una lista di records. In quei tempi, quando una canzone diventava un successo, era solitamente registrata da parecchi artisti diversi. Negli anni seguenti, tali ri-registrazioni diventarono versioni cover di uno stesso brano.
Il titolo Hit Parade divenne familiare durante la fine degli anni 1960 e l'inizio del 1970 grazie ad un format popolare creato dalla Drake-Chenault & Co. e trasmesso da centinaia di emittenti radiofoniche. Originariamente chiamata Hit Parade '68, poi Hit Parade '69, '70, ecc., più tardi divenne conosciuta semplicemente come Hit Parade.

### Regno Unito
Il termine divenne di uso comune anche nel Regno Unito tra gli anni cinquanta e sessanta per riferirsi alla classifica discografica, ma nel giro di breve tempo venne usato sempre meno e fu quindi visto come un termine arcaico e fuori moda. Ancora oggi viene raramente usato per riferirsi ai vecchi successi di quegli anni.

### Italia
In Italia la prima classifica di vendita di 45 giri fu pubblicata a partire dal 1959 dal mensile Musica e dischi. 
Negli anni successivi ogni settimanale musicale, da TV Sorrisi e canzoni a Ciao 2001, pubblicò una classifica settimanale dei dischi più venduti, affidandosi a varie società di rilevazione. Una di queste società era la Doxa, a cui si appoggiò la Rai per la trasmissione radiofonica che, partita nel 1967, per circa un decennio settimanalmente diffuse la classifica dei dischi più venduti ai tempi conosciuta con il nome di Hit parade. Fu condotta, tra gli altri, da Lelio Luttazzi e, successivamente, da Giancarlo Guardabassi, e per più decenni divenne la classifica di vendite più accreditata assieme a quella di "Musica e Dischi" e "TV Sorrisi e Canzoni".
In seguito la classifica Rai venne trasmessa anche in televisione dalla trasmissione Discoring e pubblicata sulle pagine della rivista "Radiocorriere TV". Nella prima metà degli anni novanta la pubblicazione della Hit Parade fu interrotta senza chiari motivi.
Nel 1995 la FIMI inizia a pubblicare le proprie classifiche denominate Top of the Music e redatte inizialmente dalla "Nielsen". Quella dei singoli arriverà nel 1997. Nascono così le prime vere classifiche ufficiali, certificate da un'associazione di settore.
Nel frattempo la classifica di vendite di TV Sorrisi e Canzoni, nota come Superclassifica (che dagli anni 80 veniva in parte trasmessa su Canale 5 dapprima nella trasmissione Superclassifica Show e poi nella trasmissione Super di Canale 5 e Italia 1, senza contare i vari show radiofonici), continuò le sue pubblicazioni, ma la crisi di vendita del vinile e l'eccessivo costo del singolo nel nuovo formato CD finì per ridurre la classifica dei singoli alle sole prime 10 posizioni nella metà degli anni novanta.
Nel 1997, anche la classifica dei singoli di Sorrisi cominciò ad usare Nielsen, rendendola di fatto identica alla classifica singoli FIMI. L'album più venduto di tutti i tempi in Italia è La vita è adesso (1985) di Claudio Baglioni che rimase per 27 settimane consecutive al primo posto in Superclassifica secondo la rivista TV Sorrisi e Canzoni, dal 16 giugno 1985 al 12 gennaio 1986 e un totale di 90 settimane, ovvero 18 mesi, nella top ten, con oltre 4.000.000 di copie vendute.

### Altri Paesi
Il termine hit parade viene tuttora usato in alcuni Paesi dell'Europa continentale per riferirsi alla locale classifica musicale dei dischi più venduti.